# Тура Бергер
Тура Бергер (на норвежки: Tora Berger, [ˈtuːrɑ ˈbærɡər]) е норвежка биатлонистка.
Олимпийска шампионка в индивидуалния старт от зимните олимпийски игри във Ванкувър през 2010 г. и четирикратна световна шампионка. Тя е сестра е на световния шампион по биатлон и ски бягане Ларс Бергер.
Дебютира за световната купа през сезон 2002/03 г. През сезон 2005/06 завършва 22-ра в крайното класиране и печели сребърен медал от Световното първенство в Поклюка, Словения, със смесената щафета на Норвегия. През 2006/07 завършва 14-а в крайното класиране за Световната купа и печели бронзови медали от щафетата на жените и смесената щафета от Световното първенство в Антхолц, Италия. През 2007/08 печели първия си старт за Световната купа и завършва седма в крайното класиране. Печели сребърен медал на Световното първенство в Йостершунд, Швеция, в масовия старт. През сезон 2008/09 завършва трета в крайното класиране за Световната купа и печели бронзов медал в индивидуалния старт от Световното първенство в Пьончанг, Южна Корея. През сезон 2009/10 завършва 12-а за Световната купа и печели златния олимпийски медал от Олимпиадата във Ванкувър. На Световното първенство през 2012 в Руполдинг печели общо четири медала – три златни и един бронзов а в крайното класиране за Световната купа за сезон 2011/12 отново е трета.